# Catocala diluta
Catocala diluta är en fjärilsart som beskrevs av W. Warren 1913. Catocala diluta ingår i släktet Catocala och familjen nattflyn. Inga underarter finns listade i Catalogue of Life.